# Sharnbrook
Sharnbrook – wieś w Anglii, w hrabstwie ceremonialnym Bedfordshire, w dystrykcie (unitary authority) Bedford. Leży 11 km na północny zachód od centrum miasta Bedford i 84 km na północ od centrum Londynu.